# 梅铺镇
梅铺镇，是中华人民共和国湖北省十堰市郧阳区下辖的一个乡镇级行政单位。

## 行政区划
梅铺镇下辖以下地区：
梅家铺村、泉湾村、时家沟村、高沟村、圩坪村、王河村、曹西沟村、孙家洼村、西寺沟口村、大坪营村、财神庙村、盘道营村、李家湾村、董家台村、李家沟村、杨营村和草庙岭村。